# Mark Walser
Mark Walser (* 25. Oktober 1975 in Vaduz) ist ein ehemaliger liechtensteinischer Fussballspieler.

## Karriere

### Verein
In seiner Jugend spielte Walser für den FC Vaduz. Seine erste Station im Herrenbereich war der FC Schaan, dem er sich 1994 anschloss. 1996 kehrte er zum FC Vaduz zurück, bevor er ein Jahr später erneut einen Vertrag beim FC Schaan unterschrieb. 2006 beendete er seine Laufbahn.

### Nationalmannschaft
Walser absolvierte sein einziges Länderspiel für die liechtensteinische Fussballnationalmannschaft am 11. Oktober 1997 beim 0:4 gegen Island im Rahmen der Qualifikation zur Fussball-Weltmeisterschaft 1998, als er in der 74. Minute für Franz Schädler eingewechselt wurde.